# 7級公務員 (映画)
『7級公務員』（ななきゅうこうむいん、原題：7급 공무원）は、2009年公開の韓国映画。韓国にて、チュウォン主演で『7級公務員』という題名でテレビドラマ化された。

## ストーリー
韓国の国家情報院の国内産業保安部に所属するスジ（キム・ハヌル）は職業上の理由から彼氏のジェジュン（カン・ジファン）に別の仕事をしていると嘘をつき続けていたが、留学すると告げられ突然振られてしまう。3年後、国家が開発をすすめるウイルスを国外に持ち出そうとしている博士を追跡している最中に、国際会計士となったジェジュンに偶然再会する。

## キャスト
- アン・スジ：キム・ハヌル
- イ・ジェジュン：カン・ジファン
- ホンチーム長：チャン・ヨンナム
- ウォンソク：リュ・スンヨン
- ノ博士：カン・シニル
- ソンジュン：パク・ソンミン

## 受賞
- 第46回大鐘賞新人男優賞：カン・ジファン